# Прахова (окръг)
Вижте пояснителната страница за други значения на Прахова.
Прахова е окръг в Румъния, разположен в историческата област Мунтения с административен център град Плоещ (253 068 жители).
Известен е най-вече с големите си петролни находища.

## География
Името на окръга идва от името на река Прахова, чиито долина и горно течение са част от окръга. Окръгът обхваща територия от 4716 km².

## Демография
Прахова е с гъстота на населението от 151 жит./km² през 2020 г.
Площта му е 6621 квадратни километра, а населението – 712 254 души (по приблизителна оценка от януари 2020 г.).

## Градове
- Плоещ
- Къмпина
- Байкой
- Бряза
- Мизил
- Синая
- Валени де Мунте
- Комарник
- Урлац
- Бущени
- Болдещ-Скаени
- Плопени
- Слъник
- Азуга